# رایشس‌کومیساریات ترکستان
رایخس‌کومیساریات ترکستان (انگلیسی: Reichskommissariat Turkestan) رژیم اشغالگر مدنی بود که آلمان نازی قصد داشت در آسیای مرکزی شوروی در طول جنگ جهانی دوم ایجاد کند، یکی از چندین رایخس‌کومیساریاتی مشابه.